# A-101
A-101 (auch SA-6 genannt) war der erste Testflug einer Saturn-I-Rakete mit einem Dummy des Apollo-Raumschiffs. Der Name A-101 wurde gewählt, um den Beginn der Apollo-Tests zu betonen.

## Ziele
Nachdem die ersten fünf Testflüge der Saturn-I-Rakete zufriedenstellend verlaufen waren, ging es nun darum, die erforderlichen Technologien zu entwickeln, um die leistungsstärkeren Modelle Saturn IB und Saturn V bauen zu können.
Die bisher eingesetzte Spitze einer Jupiter-Rakete wurde erstmals durch einen Dummy des Apollo-Raumschiffs ersetzt.

## Apollo-Dummy (BP-13)
Das naturgetreue Modell (engl. Boilerplate genannt) bestand aus:
- Rettungsrakete mit 4,64 m Höhe.
- Fluchtturm, eine 3,05 m hohe Tragekonstruktion für die Rettungsrakete. Beide gemeinsam bildeten das Launch Escape System (LES).
- Kommandomodul (CM), eine konische Aluminiumkonstruktion mit einem Basisdurchmesser von 3,91 m und 3,4 m Höhe.
- Servicemodul (SM), eine Aluminiumkonstruktion mit einem Durchmesser von 3,91 m und 3,15 m Höhe. Es war mittels einer Adaptersektion und der Instrumenteneinheit auf der zweiten Stufe montiert.

Diese Einheit entsprach in Abmessungen, Gewicht und Schwerpunktlage einem funktionsfähigen, bemannten Apollo-Raumschiff. Sie war mit Instrumenten ausgerüstet, welche 116 Messdaten wie Belastung, Druck und Beschleunigung den drei Telemetriesystemen zur Verfügung stellten. Ab der zweiten Stufe gemessen hatte der Aufbau eine Masse von 16.900 kg und eine Höhe von 24,4 m.

## Vorbereitung

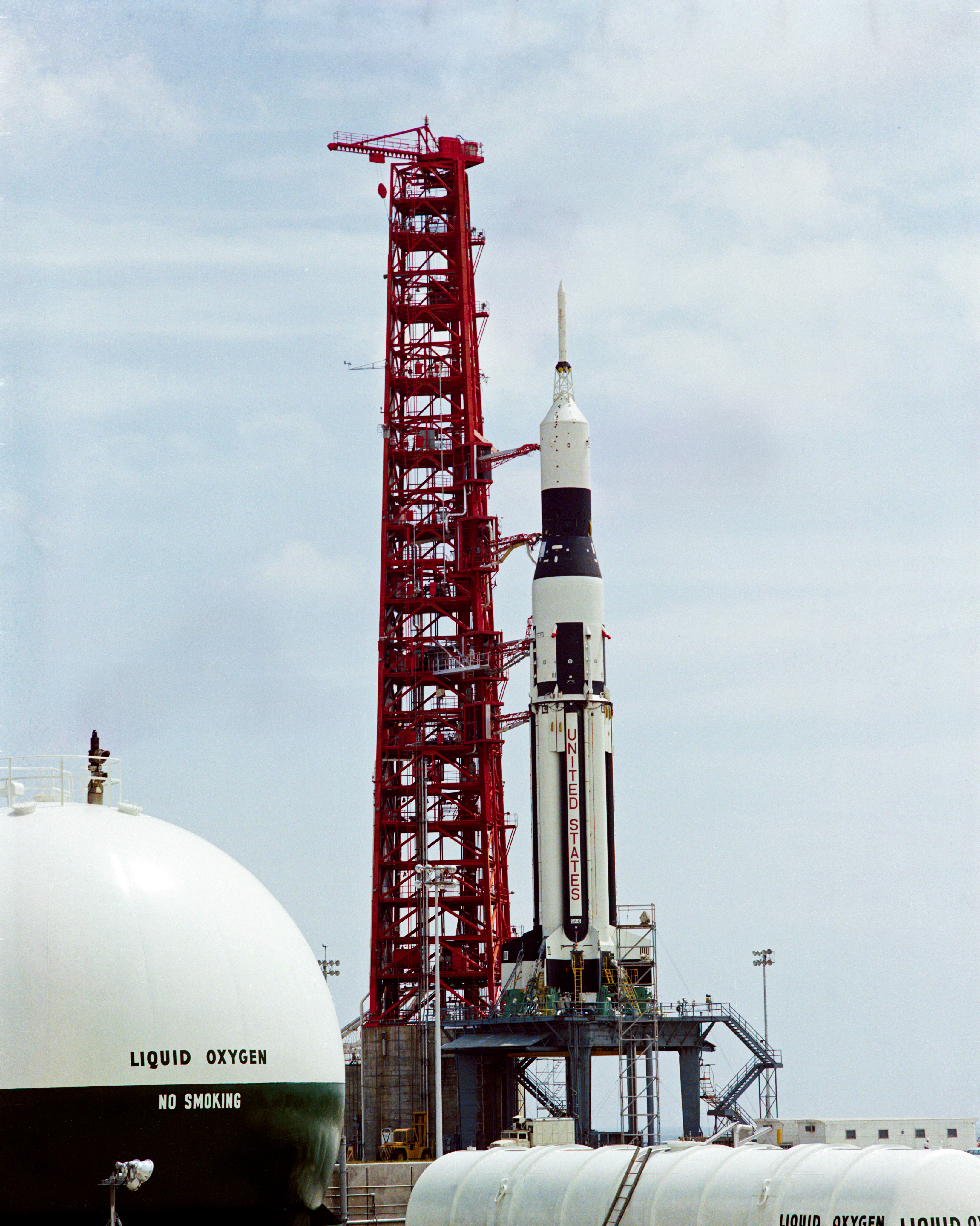
Startvorbereitungen der A-101-Mission

Die Stufen wurden zwischen dem 18. und dem 22. Februar 1964 zum Kennedy Space Center geliefert und auf dem Launch Complex 37B aufgebaut. Es gab einige Verzögerungen. Flüssiger Sauerstoff beschädigte eine Kabelabdeckung während eines Tests und das Flugleitsystem überhitzte, als ein Kompressor der Klimaanlage ausfiel. Während des Countdowns beschlug Sauerstoffdampf das Fenster einer Instrumenteneinheit, so dass der Theodolit, ein normalerweise erforderliches Instrument, nicht mehr zu sehen war. Die Ingenieure entnahmen die benötigten Daten den Computern, um den Start zu ermöglichen.

## Flugverlauf
Der Start erfolgte am 28. Mai 1964 um 17:07:00 Uhr UTC. Nach 77 Sekunden schaltete sich eines der acht H-1-Triebwerke der ersten Stufe um 24 Sekunden zu früh ab. Der fehlende Schub konnte jedoch dadurch kompensiert werden, dass die restlichen Triebwerke 2,7 Sekunden länger brannten und der Autopilot die entstandene Kursabweichung korrigierte.
Die erste Stufe wurde abgetrennt und die zweite gezündet. Dies wurde von acht Kameras gefilmt, die anschließend abgeworfen und später geborgen wurden. Zehn Sekunden später wurde auch das LES wie geplant abgesprengt.
6 Minuten und 24,5 Sekunden nach dem Start konnten die Triebwerke abgeschaltet werden. Die zweite Stufe mit dem Apollo-Dummy erreichte eine Erdumlaufbahn und übermittelte vier Erdumkreisungen lang Telemetriedaten, bis die Batterien leer waren. Die tatsächliche Flugbahn erreichte nahezu die erwarteten Parameter. Lediglich die Eigenrotation der Rakete war aufgrund des Verlusts von Treibstoffresten mit 28° pro Sekunde schneller als gewünscht.
Bei ihrer 54. Erdumrundung stürzte die Rakete in die Atmosphäre und verglühte am 1. Juni nahe den Kanton-Inseln über dem Südpazifik.

## Auswirkung auf das Apollo-Programm
Die Saturn I arbeitete größtenteils zufriedenstellend und kam mit dem Apollo-Raumschiff in Bezug auf Gewicht, Struktur und Aerodynamik zurecht. Der Ausfall eines Triebwerks bedeutete keine Verzögerung für die nachfolgende Mission A-102.